# Typton anomalus
Typton anomalus är en kräftdjursart som först beskrevs av Bruce 1979.  Typton anomalus ingår i släktet Typton och familjen Palaemonidae. Inga underarter finns listade i Catalogue of Life.